# Liccio

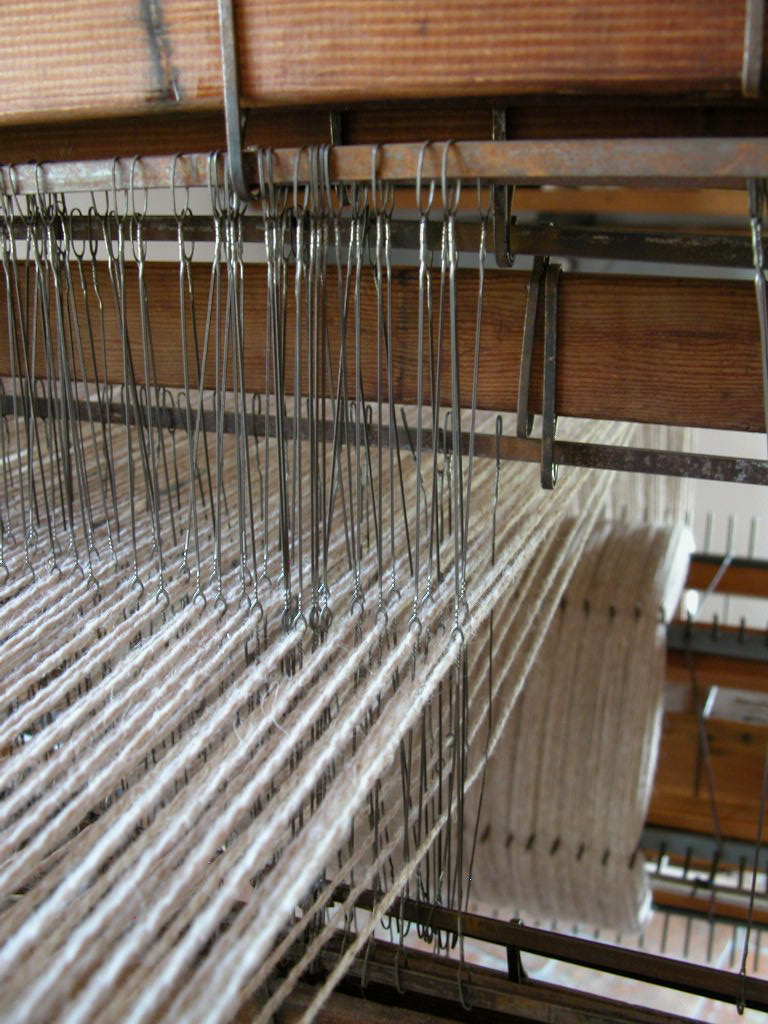
I fili di ordito passano nelle maglie dei licci

Il liccio è una parte di un telaio da tessitura che serve al movimento dei fili di ordito. Anche per eseguire un lavoro semplice, come la tela, devono essere almeno due. I licci contengono maglie nel cui occhiello passano i fili.
Compito dei licci è aprire il passo. Nel caso dell'armatura a tela, la più semplice, aprire il passo significa dividere le due serie di fili dell'ordito portando, alternativamente, la serie pari verso l'alto e contemporaneamente quella dispari in basso. Sono necessari due licci, uno porta la serie pari e l'altro la serie dispari. Questo movimento di abbassamento e sollevamento, che incrocia le due serie di fili, serve a bloccare il filo di trama tra quelli dell'ordito e quindi a costruire il tessuto.
Se l'armatura lo richiede possono essere più di due: tre per il denim (blue-jeans), quattro per la saia, almeno cinque per il raso da cinque e più per lavorazioni complesse.

## Struttura
- in un telaio a pesi o a tensione o verticale il liccio è costituito da fili che opportunamente posti intorno ai fili di una serie (uno sì e uno no) dell'ordito, allontanano la serie con la trazione del bastone di legno a cui sono attaccati.
- in un telaio a pettine liccio le operazioni compiute dal pettine e dai licci sono svolte da un unico pezzo, il  pettine liccio appunto, che è composto da placchette in plastica o metallo, che alternano un foro a una fessura, unite sui lati superiori e inferiori da profili di legno.
- nei telai artigianali  antichi o etnici il liccio era costituito da due bastoni in legno collegati da maglie costruite in filo. Il filo annodato in alto e in basso ai bastoni,  con due nodi ravvicinati nella sua parte centrale, faceva da maglia.
- nei telai più recenti e in quelli industriali i licci sono riquadri rettangolari in legno o metallo che contengono maglie in metallo (le più recenti prodotte in acciaio inossidabile), le maglie sono movibili, possono scorrere per adattarsi a riduzioni diverse ed essere tolte o aggiunte secondo l'esigenza.

La movimentazione dei licci avviene con pedali o leve a cui sono collegati tramite corde, vengono mossi dal tessitore ad ogni battuta, ovviamente nell'industria tessile la meccanizzazione è completa e i telai funzionano in maniera automatica.
Il corretto passaggio dei fili di ordito nelle maglie dei licci è di vitale importanza per la riuscita della tessitura, un errore nel passaggio nelle maglie, un filo non infilato, infilato nel liccio sbagliato, o incrociato con il filo vicino, porta ad un errore evidente sul tessuto, che va corretto prima di cominciare il lavoro.